# 亨廷頓 (阿肯色州)
亨廷頓（英語：Huntington）是一個位於美國阿肯色州錫巴斯琴縣的城市。

## 地理
亨廷頓的座標為35°04′51″N 94°15′52″W / 35.08083°N 94.26444°W，而該地的平均海拔高度為194米（即636英尺）。

## 人口
根據2020年美國人口普查的數據，亨廷頓的面積為1.74平方千米，皆為陸地。當地共有人口490人，而人口密度為每平方千米281人。